# Analciteri
L'analciteri (Analcitherium antarticum) és una espècie extinta de mamífer pilós de la família dels milodòntids que visqué a Sud-amèrica durant el Miocè inferior. Es tracta de l'única espècie del gènere Analcitherium. Es calcula que devia pesar uns 88 kg. La morfologia general del crani era semblant a la del nemateri, encara que la part posterior era molt més ampla. El nom genèric Analcitherium significa ‘bèstia dèbil’ i probablement es refereix a la debilitat de les dents del maxil·lar inferior.